# Kreuzberg

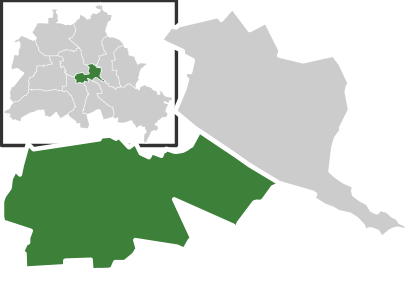
Ubicación de Kreuzberg en el mapa de Berlín.

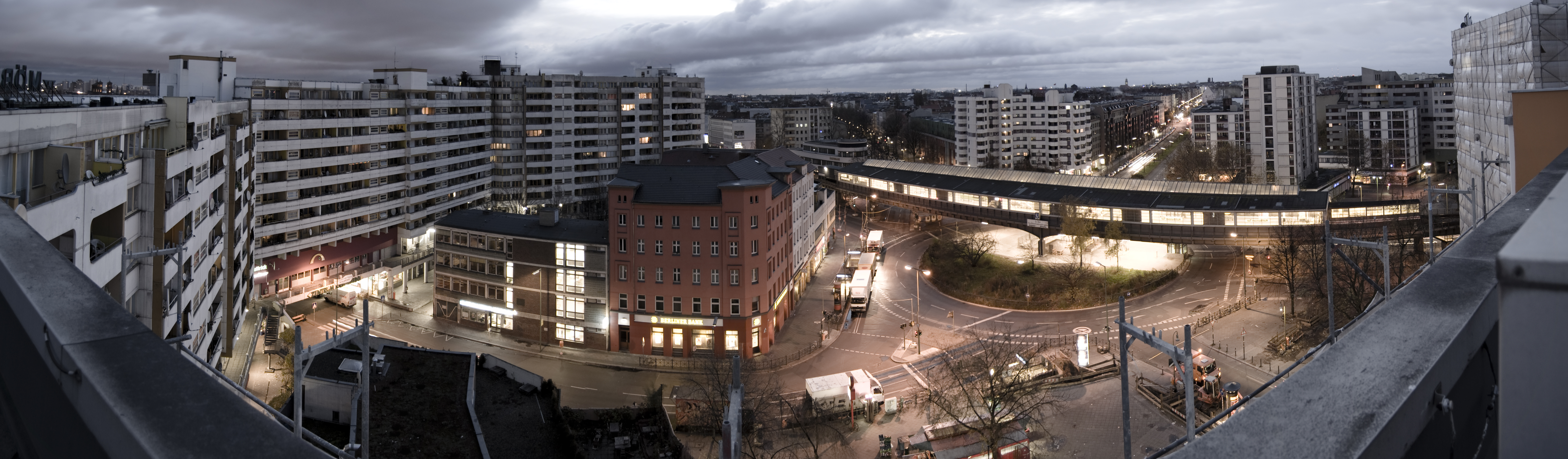
Kottbusser Tor de noche

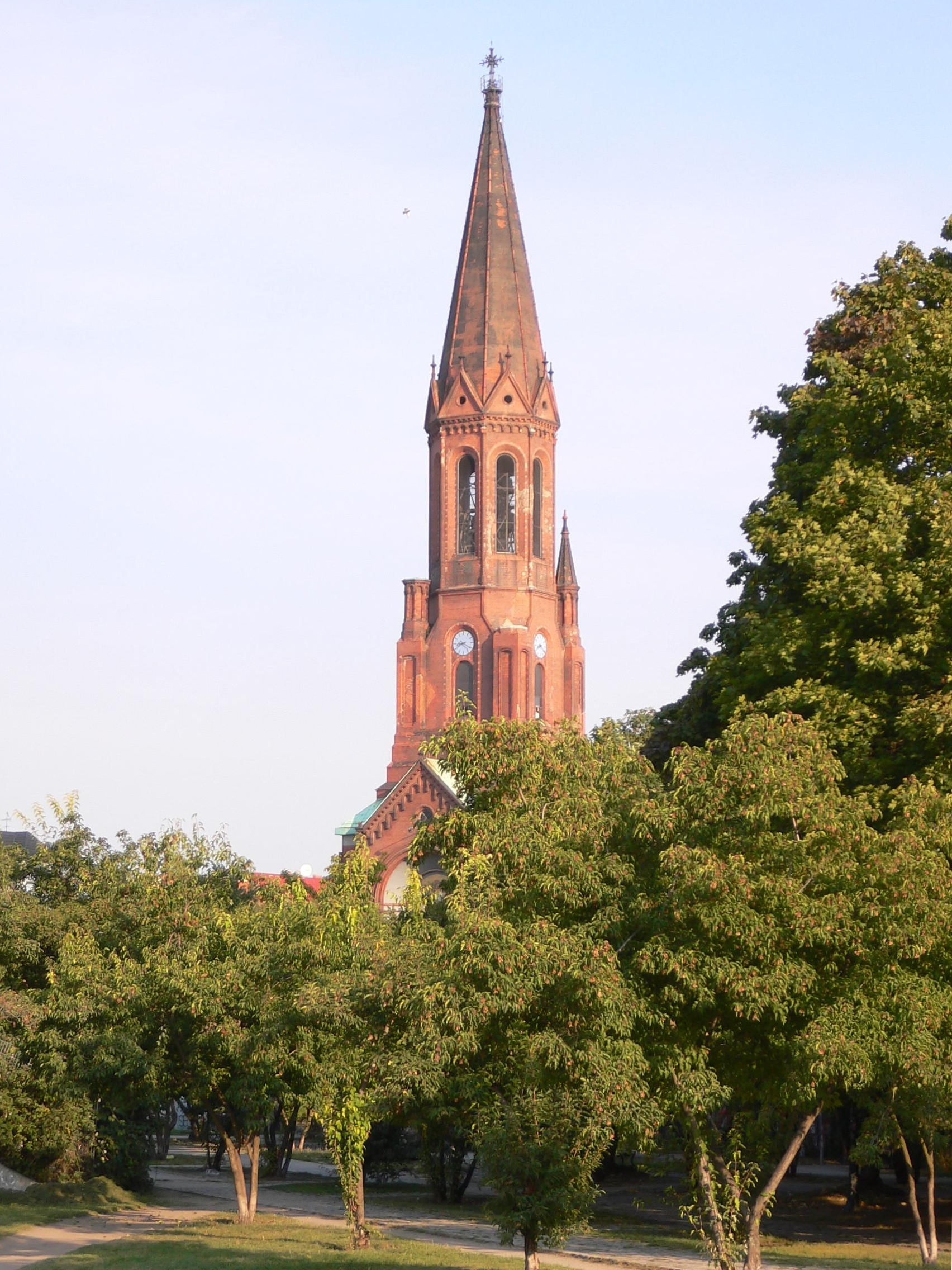
Emmaus Kirche.

Kreuzberg (pronunciación en alemán: /ˈkʁɔɪ̯t͡sˌbɛʁk/ⓘ) es una parte del distrito de Friedrichshain-Kreuzberg en Berlín, la capital de Alemania. Hasta su fusión en el 2001 con el antiguo distrito Friedrichshain, Kreuzberg era un distrito independiente, colindante al norte con el distrito de Mitte, al sur con el distrito de Neukölln, al este con el de Friedrichshain y al oeste con Schöneberg.
El significado de Kreuzberg viene de las palabras alemanas Kreuz (cruz) y Berg (montaña), en relación con un pequeño monte, hoy el parque Viktoria, que está coronado por una cruz latina en la cima. Siguiendo la numeración de los antiguos códigos postales alemanes, se pueden distinguir dos partes en Kreuzberg: Kreuzberg 61, la mayor, y la menor pero más conocida SO 36. Cuando existía el Muro de Berlín, SO 36 estaba rodeada por él en tres de sus cuatro lados, y apareció una cultura propia alternativa a la de Berlín Oeste.

## Historia
Este barrio de Berlín, tras la Segunda Guerra Mundial, quedó bajo la ocupación militar de Estados Unidos, y posteriormente, del lado occidental, tras la construcción del Muro de Berlín.
Caracterizado durante muchos años por ser un barrio cosmopolita y de gran acción política y sindical, hoy el barrio es una de las zonas de la ciudad en la que hay una mayor concentración de ciudadanos extranjeros, en su mayoría de origen turco que han establecido lo que se conoce como Pequeño Estambul.

## Atractivos
Entre las muchas celebraciones que tienen lugar en este barrio, destaca la del primero de mayo, el día del trabajador, fecha en la que suelen producirse grandes disturbios acompañados de barbacoas al aire libre, conciertos, mítines políticos y mucha cerveza.
A visitar en el barrio los museos: Museo Judío de Berlín, Martin-Gropius-Bau y Museum am Checkpoint Charlie (museo de la historia del muro de Berlín).